# Oliver Heaviside
Oliver Heaviside (Camden Town, London, Nagy-Britannia, 1850. május 18. – Torquay, Devon megye, 1925. február 3.) autodidakta angol villamosmérnök, matematikus, fizikus. Elsőként alkalmazott komplex számokat az elektromos áramkörök leírására, matematikai módszereket fejlesztett ki differenciálegyenletek megoldására (a módszer később Laplace-transzformáció néven vált ismertté). Átalakította és egyúttal egyszerűsítette a Maxwell-egyenleteket és a vektoranalízist.

## Életrajza

### Korai évek
A Kings Street 55. alatt született London egyik külvárosában (Camden Town) (az utca ma Plender Street). Alacsony volt és vörös hajú, gyerekkori skarlátbetegség miatt hallása meggyengült. Jó tanuló volt, 1865-ben 500 tanulóból az 5. helyre sorolták be. Nagybátyja Sir Charles Wheatstone (1802–1875) a távíró egyik feltalálója az 1830-as évek közepén, nemzetközileg is ismert szakértő volt az elektromágnesség területén. Wheatstone Heaviside nagynénjét vette el, és élénken érdeklődött unokaöccse tanulmányai iránt.
Heaviside 16 évesen fejezte be az iskolát, ezután otthon tanult 18 éves koráig. Egyetlen fizetett állása egy távírászi munka volt a  Great Northern Telegraph Company távíró-társaságnál. Először Dániában dolgozott, majd áthelyezték Newcastle-upon-Tyne-ba, ahol hamarosan vezető távírásznak nevezték ki. Valószínűnek látszik, hogy az állás megszerzéséhez nagybátyja, Sir Charles is hozzájárult. Heaviside a munka mellett folytatta otthoni tanulmányait, 21 és 22 éves korában tanulmányokat tett közzé az elektromos áramkörök és a távíró témakörében. 1874-ben, 24 éves korában otthagyta az állást, és ezután teljes idejében tanulással foglalkozott szülei házában.
1873-ban kezébe került James Clerk Maxwell frissen kiadott könyve, a kétkötetes Treatise on Electricity and Magnetism („Tanulmány az elektromosságról és mágnességről”). A munka nagy hatással volt rá, amire idős korában is emlékezett.
Otthon folytatott kutatásai egyik gyakorlati eredménye volt az átviteli vonalakra vonatkozó ún. távíróegyenlet. Heaviside kimutatta, hogy a vonal mentén egyenletesen elosztott induktivitás csökkenti a jel torzítását. Ennek alkalmazása segített a távíró tökéletesítésében.

### Élete derekán
Egész életében nőtlen maradt.
1880-ban az elektromos áram ún. „bőrhatás”-át tanulmányozta. Ugyanabban az évben Angliában szabadalmaztatta a koaxiális kábelt.
1884-ben átalakította Maxwell ormótlan képleteit, az eredeti 20 egyenletet négy differenciálegyenletté vonta össze. Ezeket ma Maxwell-egyenletek néven ismerjük. A négy átalakított egyenlet leírja az álló és mozgó elektromos töltések természetét és a mágneses dipólusokat, valamint a kettő közötti kapcsolatot, nevezetesen az elektromágneses indukciót.
1880 és 1887 között Heaviside kifejlesztette az operációs kalkulust (ebben már szerepelt a differenciális operátor D jelölése). Ezzel a módszerrel differenciálegyenleteket lehetett megoldani, mintha egyszerű algebrai egyenletek lennének. A módszer eleinte nagy ellenállásba ütközött, mert a levezetés matematikai értelemben nem volt elég szigorú. Heaviside mondása szerint: „A matematika kísérleti tudomány, ahol a definíciók nem elsőnek, hanem csak később jönnek.” Ezt válaszként a kritikákra fogalmazta meg. Máskor ezt mondta: „Nem utasítom el a vacsorámat csak azért, mert nem vagyok tisztában az emésztés folyamatának minden részletével.”
1887-ben azt javasolta, hogy a telefon- és távíróvonalakhoz induktivitásokat kell csatlakoztatni, hogy növeljék azok öninduktivitását és így csökkenjen a torzítás, ami addig gondokat okozott és korlátozta az áthidalható távolságot. Azonban politikai okokból ezt nem valósították meg.
Az AT&T Corp. később egy mérnökét, George Ashley Campbell-t és egy külső szakértőt, Michael I. Pupint bízta meg azzal, hogy vizsgálják meg Heaviside munkáinak hiányosságait vagy hibáit. Campbell és Pupin továbbfejlesztették Heaviside munkáit, az AT&T ezek alapján több szabadalmat is bejegyeztetett. Az AT&T később pénzt ajánlott Heaviside-nak ezeknek a munkáknak a felhasználási jogaiért. Heaviside azonban elutasította az anyagi ajánlatot és teljes elismerést követelt. Heaviside krónikusan szegény volt, az elutasítása ezért még megdöbbentőbb.
1888-ban és 1889-ben két tanulmányt tett közzé, amikben a mozgó elektromos töltést körülvevő elektromos és mágneses terek torzulásainak számításával foglalkozott, valamint a töltés sűrűbb közegbe való behatolásának hatásaival. Ezek közt szerepelt az a jelenség, amit ma Cserenkov-sugárzásnak nevezünk. Inspirálta barátját, George FitzGeraldt a ma „Lorentz–FitzGerald elmélet” néven ismert hosszkontrakció kidolgozásában.
1889-ben Heaviside elsőként írta le helyesen a mágneses erő megváltozását mozgó elektromos töltésre, ezt ma Lorentz-erő néven ismerjük.
Az 1880-as évek végén és az 1890-es évek elején Heaviside az „elektromágneses tömeg” ötletén dolgozott. Heaviside elképzelése szerint ez ugyanolyan anyag, mint a többi és ugyanazokkal a tulajdonságokkal rendelkezik. Wilhelm Wien később igazolta Heaviside képletét kis sebességek esetén.
1891-ben a brit Royal Society elismerte Heaviside hozzájárulását az elektromágneses jelenség matematikai leírásához, és tagjai közé választotta. A tudományos társaság által a következő évben kiadott Philosophical Transactions című kiadványban mintegy 50 oldalt szántak a Heaviside által kifejlesztett vektormódszer ismertetésére az elektromágneses elmélet területén. 1905-ben Heaviside-nak a Göttingeni egyetem tiszteletbeli doktori címet ajándékozott.

### Későbbi évek

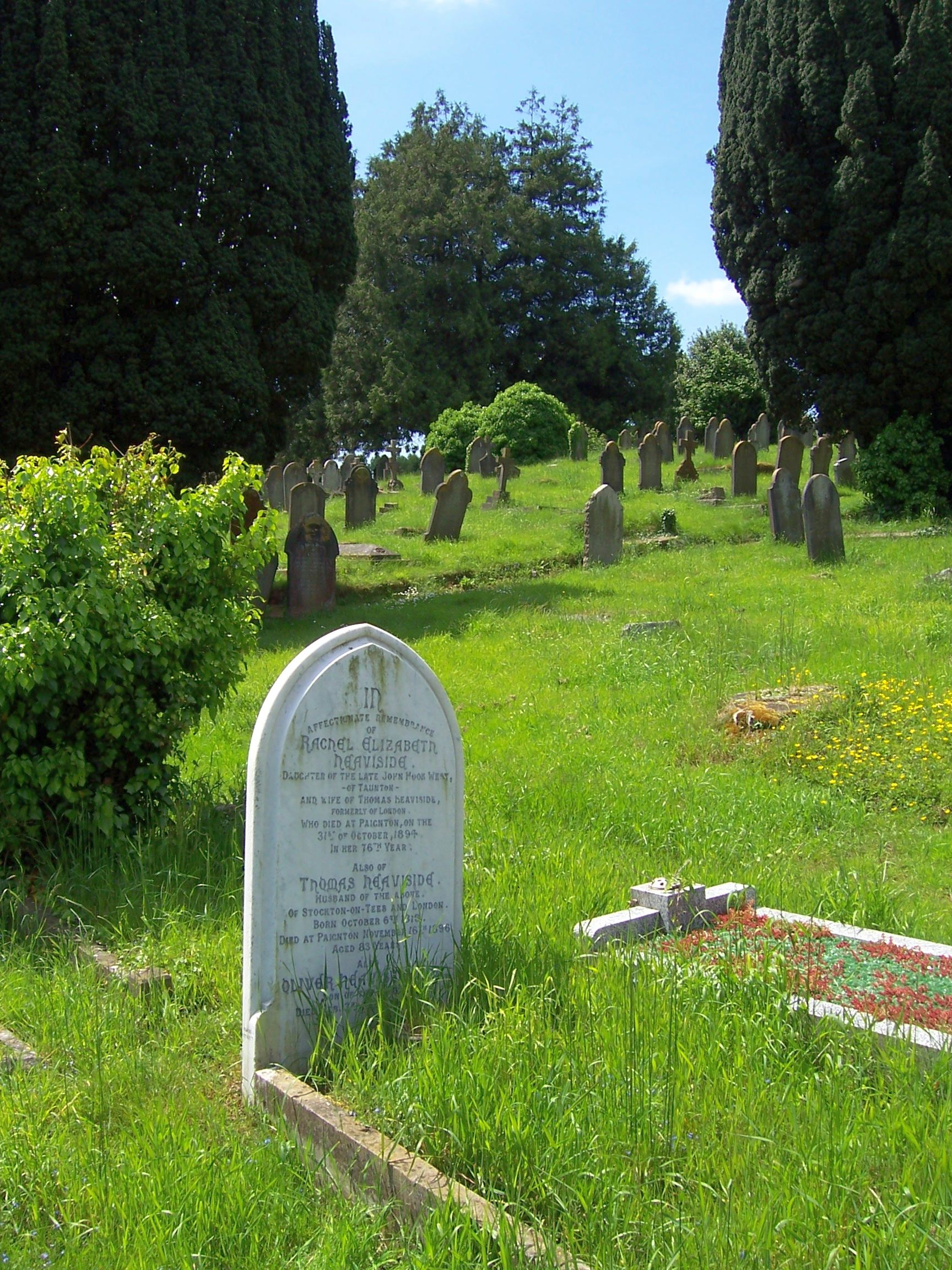
Heaviside sírja a paigntoni temetőben

1902-ben Heaviside azzal az elmélettel állt elő, hogy a légkörben, pontosabban az ionoszférában létezik egy ma Kennelly-Heaviside réteg néven ismert felület aminek elektromos tulajdonságai vannak. Ennek a felületnek a létezése teszi lehetővé, hogy a rövidhullámú rádióhullámok erről a rétegről többször visszaverődve nagy távolságra eljussanak a Föld felszíne fölött haladva. Az ionoszféra létezését kísérletileg mintegy húsz évvel később, 1923-ban igazolták.
Az 1922-ben létrehozott Faraday-díjat ő kapta meg elsőként.
Torquay-ban halt meg (Devon megye, Nagy-Britannia), sírja a paigntoni temetőben van. Munkáinak nagy részét csak halála után értékelték igazán.

## Találmányai és felfedezései
- Heaviside elősegítette a vektorok alkalmazását a tudományos számításokban, létrehozta a vektoranalízist.
- Maxwell az elektromágnességről 20 egyenletet tett közzé, 20 változó mennyiséggel. Heaviside a rotáció és a divergencia operátorok bevezetésével az egyenletek közül 12 átalakításával az egyenletek számát 4-re csökkentette, amikben már csak 4 ismeretlen mennyiség volt. (Ennek ellenére az egyenleteket ma is Maxwell egyenleteknek nevezzük).
- Bevezette a Heaviside-függvény fogalmát (más néven egységugrás-függvény), amivel elektromos áramkörök viselkedését lehet vizsgálni.
- Bevezette az operátor-módszert lineáris differenciálegyenletek megoldására. A módszer szigorú matematikai levezetését később Thomas John I'Anson Bromwich angol matematikus adta meg.
- Továbbfejlesztette azt az elképzelést, hogy a Föld légkörének felső rétege ionizált réteget tartalmaz (ez az ionoszféra).
- Kifejlesztette az adatátviteli vonalakra vonatkozó elméletet (ez az ún. távíróegyenlet).
- Másoktól függetlenül megalkotta a Poynting vektort.

## Publikációi
- 1885, 1886, and 1887, "Electromagnetic induction and its propagation", The Electrician.
- 1887. Electrical Papers.
- 1888/89, "Electromagnetic waves, the propagation of potential, and the electromagnetic effects of a moving charge", The Electrician.
- 1889, "On the Electromagnetic Effects due to the Motion of Electrification through a Dielectric", Phil.Mag.S.5 27: 324.
- 1892, "On the Forces, Stresses, and Fluxes of Energy in the Electromagnetic Field", Philosopical Transaction of the Royal Society A 183:423–80.
- 1893, "A gravitational and electromagnetic analogy," The Electrician.
- 1951. Electromagnetic theory: The complete & unabridged edition. ISBN B0000CI0WA
- 1970. Electromagnetic Theory. American Mathematical Society. ISBN 0-8284-0237-X.
- 1999. Electrical Papers. American Mathematical Society. ISBN 0-8284-0235-3.
- 2003. Electrical Papers. American Mathematical Society. ISBN 0-8218-2840-1

## Szakirodalom
- Lee, G., "Oliver Heaviside". London, 1947.
- "The Heaviside Centenary Volume". The Institution of Electrical Engineers. London, 1950.
- Josephs, H, J., "Oliver Heaviside : a biography". London, 1963.
- Josephs, H, J., "The Heaviside Papers found at Paignton in 1957.". Electromagnetic Theory by Oliver Heaviside. New York, 1971.
- Moore, D. H., "Heaviside Operational Calculus". New York, 1971. ISBN 0-444-00090-9
- Buchwald, J. Z., "From Maxwell to microphysics". Chicago, 1985. ISBN 0-226-07882-5
- Searle, G. F. C., "Oliver Heaviside, the Man". St Albans, 1987. ISBN 0-906340-05-5
- Nahin, P. J., "Oliver Heaviside, Sage in Solitude". IEEE Press, New York, 1988. ISBN 0-87942-238-6
- Laithwaite, E. R., "Oliver Heaviside – establishment shaker".  Electrical Review, 12 November 1982.
- Hunt, B. J., "The Maxwellians". Ithaca NY, 1991.ISBN 0-8014-8234-8
- Lynch, A. C., "The Sources for a Biography of Oliver Heaviside". History of Technology, Vol. 13, ed. G. Hollister-Short, London & New York, 1991.
- Yavetz, I., "From Obscurity to Enigma: The Work of Oliver Heaviside, 1872-1889". Basel, 1995. ISBN 3-7643-5180-2
- Pickover, Clifford A., "Strange Brains and Genius, The Secret Lives of Eccentric Scientists and Madmen". 2 June 1999. ISBN 0-688-16894-9
- Nahin, Paul J., "Oliver Heaviside: The Life, Work, and Times of an Electrical Genius of the Victorian Age". November, 2002. ISBN 0-8018-6909-9
- Mahon, Basil, "Oliver Heaviside: Maverick mastermind of electricity". The Institution of Engineering and Technology. 2009. ISBN 978-0-86341-965-2